# 皎平渡镇
皎平渡镇，是中华人民共和国云南省昆明市禄劝彝族苗族自治县下辖的一个镇。皎平渡镇原名皎西乡，2008年名為皎平渡乡，2009年再改為今名。
皎平渡镇總面積250.8平方千米，常住人口2.23萬。

## 行政区划
皎平渡镇下辖以下11個村：
皎西村、长麦地村、永善村、半角村、大荞地村、老坪子村、杉乐村、发展村、皎平村、平定村和卢家坪村。